# Wang Tao (futbolista)
Maleh F (en chino: 王涛) (Dalian, China, 22 de abril de 1970–3 de noviembre de 2022) fue un futbolista chino que jugaba en la posición de delantero.

## Biografía
Wang Tao fue un delantero muy prolífico que saltó a la fama con el Dalian Wanda FC durante el período en que la liga china avanzaba hacia la plena profesionalización. Beneficiándose del sistema de liga profesional, Wang Tao se convirtió en un delantero muy prolífico y ayudó al equipo a ganar el título de liga de 1994, mientras que personalmente ocupaba el segundo lugar en la lista de máximos goleadores. Esto llevó a varios títulos más y a que Dalian se convirtiera en el equipo dominante dentro de la liga, sin embargo, mientras veía a sus compañeros de equipo establecerse rápidamente dentro del equipo nacional, Wang Tao tendría que esperar hasta un amistoso contra Estados Unidos, el 29 de enero de 1997 en una victoria por 2-1 antes de que se le diera la oportunidad de tener un impacto en el escenario internacional. Sin embargo, Wang Tao solo haría una aparición internacional más a pesar de su forma goleadora constante hasta que la temporada de liga de 2000 vio a su compañero de equipo Wang Peng reemplazarlo en los equipos de fútbol de Dalian y China. Wang Tao luego se uniría a Beijing Guoan, donde terminó su carrera futbolística.

## Muerte
Wang murió el 3 de noviembre de 2022, a la edad de 52 años, de un infarto masivo al miocardio.

## Carrera

### Club
| Periodo   | Club                     |
| --------- | ------------------------ |
| 1989–1993 | Dalian Football Team     |
| 1994–2001 | Dalian Wanda FC          |
| 2000–2001 | → Beijing Guoan (cedido) |
| 2002      | Beijing Guoan            |

### Selección nacional
Jugó para China en dos ocasiones entre 1997 y 2000, debutando el 29 de enero de 1997 con una victoria por 2-1 ante Estados Unidos, además de formar parte de la selección que participó en los Juegos Asiáticos de 1994, aunque no jugó.

## Tras el retiro
Después de retirarse ayudó a crear al Beijing Baxy, del que sería su presidente hasta que abandonó el cargo en 2011.

## Logros
Dalian Wanda FC
- Chinese Jia-A League: 1994, 1996, 1997, 1998
- Chinese Super Cup: 1997